# IC 4311
IC 4311 ist eine Spiralgalaxie vom Hubble-Typ Sbc im Sternbild Zentaur am Südsternhimmel. Sie ist schätzungsweise 164 Millionen Lichtjahre von der Milchstraße entfernt.
Das Objekt wurde am 19. Juni 1903 von Royal Harwood Frost entdeckt.